# Theology of relational care
1. REDIRECCIÓN Teología de cuidados relacionales